# 服部薫
服部薫（はっとり かおる）は日本の弁護士。

## 来歴
東京大学法学部卒業。1997年 弁護士登録（第二東京弁護士会）。2002年 サンディエゴ大学ロー・スクール修了。2007年 長島・大野・常松法律事務所入所。2018年 笹川平和財団理事。

## 主張
弁護士登録した当時の独占禁止法（独禁法）の仕事は、主に入札談合やそれに続く住民訴訟という国内案件で、企業結合案件もそれほど活発ではなかった印象だったという。しかし、2002年頃から企業統合やカルテルといった問題を企業が無視できなきなり、独禁法に注意が向いたのではないかと述べている。

## 略歴
- 1995年3月：東京大学法学部卒業。
- 1997年：弁護士登録（第二東京弁護士会）。
- 2002年：サンディエゴ大学ロー・スクール修了（LL.M.）。
- 2006年：東京大学法学部非常勤講師（〜2007年）。
- 2007年：長島・大野・常松法律事務所入所。
- 2008年：東京大学法学部非常勤講師（〜2009年）。
- 2017年：経済産業省産業構造審議会臨時委員（通商・貿易分科会特殊貿易措置小委員会委員）[2]。
- 2018年：笹川平和財団理事。

## 著作

### 論文
- （（「WTOアンチダンピング等最新判例解説（84） 相殺関税調査におけるパススルー分析及び同調査・アンチダンピング調査における不帰責分析」））『国際商事法務 Vol.50 No.6』（国際商事法研究所、2022年6月）

### 共著
- （酒井竜児（編著）、岩崎友彦（著）、滝川佳代（著）、大久保圭（著）、宰田高志（著）、田子弘史（著）、水越恭平（執筆協力）、窪木千恵（執筆協力）、椎名紗彩（執筆協力）、堀川達流（執筆協力））『会社分割ハンドブック（第3版）』（商事法務、2021年12月）
- （玉井裕子（編集代表）、滝川佳代（編集担当）、大久保圭（編集担当）、岩崎友彦（著）、宰田高志（著）、杉野由和（著）、高井伸太郎（著））『合併ハンドブック（第3版）』（商事法務、2015年10月）